# ARS NOVA
ARS NOVA（アルス・ノヴァ）は日本のプログレッシブ・ロック・バンド。

## 略歴
1983年、結成。1986年、活動停止。1991年、熊谷桂子を中心に再結成。1992年、CDデビュー。当初はキーボード・トリオ編成だったが、1999年にMikaが加入してからは、ツイン・キーボード体制となる。
2003年、アルバム『BIOGENESIS』発表。本作には、ルチオ・ファブッリ（元PFM）、クラウディオ・シモネッティ（元ゴブリン）等のゲストが参加。2005年、現在のギターを加えた4人編成にメンバーチェンジ。
2009年、アルバム『Seventh Hell』を発表。ハンガリーのAge of NemesisのZoltan Fabianや、ロビー・ヴァレンタイン等がゲスト参加。2010年、ドイツの「Night of the Prog Festival V」に出演。
2022年6月12日、公式サイトでニュー・アルバム「Morgan 2021」を制作中であることを発表。1996年に熊谷・金沢・高橋のオリジナル・トリオで録音された音源に、入山瞳（ヴァイオリン）とゾルタン・ファビアニ（ギター）をゲストに迎え制作された音源を加えた。他に2021年の録音楽曲では有賀さゆり（ボーカル）、Mika（キーボード）、半田聡（ギター）、HAZIME（ドラムス）、高橋晶子（パーカッション）が参加。

## メンバー
- 熊谷桂子 （12月3日 - ）東京都出身。キーボード・作曲
- 柴田伸子（12月28日 - ）秋田県出身。ベース
- 半田聡（7月9日 - ）福岡県出身。ギター
- HAZIME（2月23日 - ）東京都出身。ドラム

## 元メンバー
- 津端圭子（キーボード）1983年-1986年
- 斉藤優美子（ドラム）1983年-1993年
- 金澤京子（ベース）1983年-1997年
- 高橋明子（ドラム）1994年-2003年
- Mika（ピアノ・シンセサイザー・ボーカル）1999年-2002年
- 三浦奈緒美（ピアノ）1999年-2003年
- 後藤マスヒロ（ドラム）2003年-2005年

## ディスコグラフィー

### アルバム
- Fear & Anxiety（1992年）
- Transi（1994年）
- The Goddess of Darkness（黄泉の女神達）（1996年）
- Six Singular Impressions（1997年）ベスト・アルバム
- Reu Nu Pert Em Hru / The Book of The Dead（死者の書）（1998年9月）
- Android Domina（2001年2月）
- Lacrimaria（2001年6月）未発表曲集
- Collectors' Box（2002年）ベスト・アルバム
- BIOGENESIS（2003年6月）
- Force for the Fourth -Chrysalis-（2008年12月）スタジオ・ライブ・アルバム
- Seventh Hell（2009年1月）

### DVD
- Lake Of Tears（2009年）
- Seventh Hell Live ～ featuring Zoltan Fabian（2009年）
- Official Bootleg Live Female Trio 1996-2010 【DVD+CD】（2010年）
- BIOGENESIS Special Edition 2010 【DVD+CD】（2010年）
- Divine Night 【DVD+CD】（2011年）

### 参加オムニバス
- Progressive's Battle 1992（1992年）
- Zaraustra Revenge（1997年）
- E Tu Vivrai Nel Terrore（1998年）
- Le Meilleur Du Rock Progressif Japanais（1998年）
- Keyboards Triangle（1999年）GERARDとの連名
- King of the Witches（2000年）
- Un Voyage En Progressif（2001年）
- ProgDay / Encore?（2001年）
- Dante's INFERNO - The Divine Comedy Part I（2008年）